# Shneur Zalman de Liadi
Rabbi Shneour ben Baroukh Zalman de Liadi ou Rabbi Chnéour Zalman de Liadi (né le 15 septembre 1745 et mort le 15 décembre 1813) appelé le Baal HaTanya ou Alter Rebbe (« Vieux maître » en Yiddish) ou Le Rav, né à Liozna, petite ville de l'Empire russe, est un rabbin orthodoxe. Il est le fondateur et premier rabbin du mouvement Loubavitch, une branche du judaïsme hassidique.

## Biographie
Shneur Zalman de Liozna était un descendant du philosophe et rabbin mystique Judah Loew. Il était le disciple du rabbin Dov Baer de Mezeritch, le « Grand Maggid » qui était lui-même un éminent disciple de Israel ben Eliezer, le Baal Shem Tov fondateur du judaïsme hassidique. 
Après la mort du rabbin Dovber de Mezeritch, ses disciples se dispersèrent dans toute l'Europe. Rabbi Shneur Zalman devint le chef de file du mouvement hassidique en Lituanie.

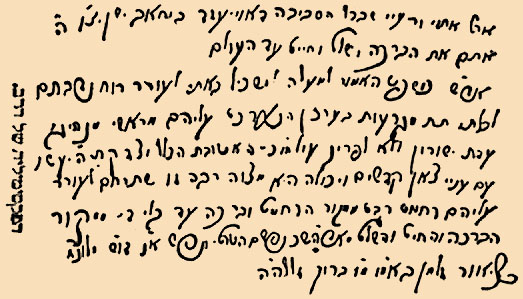
Texte manuscrit de Shneur Zalman reproduit dans l’Encyclopédie juive de Brockhaus et Efron (1906-1913).

Le mouvement qu'il créa fut déplacé dans le village de Lioubavitchi (de nos jours Russie) par son fils et successeur le rabbin Dov Baer Schneersohn. En 1940 le mouvement loubavitch déplaça son quartier général dans le quartier de Brooklyn à New York.
Shneur Zalman s'était opposé à l'avancée de Napoléon Bonaparte en Russie et avait soutenu l'installation de colonies juives en Terre d'Israël, la Palestine, alors sous le contrôle de l'Empire ottoman. À cause de fausses accusations de ses opposants, les Mitnagdim de Vilnius, il fut emprisonné par le Tsar et accusé de soutenir l'Empire ottoman.
La date de son acquittement et de sa libération, le 19 du mois de Kislev, a été retenue et célébrée comme le « nouvel an hassidique » par les Loubavitchs.
Les descendants du rabbin Shneur Zalman ont adopté les noms de Schneersohn ou Schneerson (littéralement fils de Schneer) à la suite de l'Édit de Napoléon imposant à ses sujets de choisir un nom de famille (en effet jusqu'à cette époque, les Juifs n'avaient pas de nom de famille et s'appelaient par exemple Schneur ben Boruch).

## Enseignement
Shneur Zalman de Liadi est connu pour son traité de philosophie hassidique intitulé Likkutei Amarim, plus connu sous le nom de Tanya, publié en 1797 (une version plus complète et plus officielle date de 1814). Grâce à la popularité de son livre parmi les juifs hassidiques, Shneur Zalman est également connu sous le nom de Baal HaTanya (Maître du Tanya).
Shneur Zalman est aussi connu pour son travail Shoulhan Aroukh HaRav, sa version du classique Shoulhan Aroukh, un code de la Halakha (loi juive).

## Rabbins du mouvement Loubavitch
1. Shneur Zalman de Liozna (1745-1812)
2. Dovber Schneersohn (1773-1827)
3. Menachem Mendel Schneersohn  (1789-1866)
4. Shmuel Schneersohn (1834-1882)
5. Sholom Dovber Schneersohn (1860-1920)
6. Joseph Isaac Schneersohn (1880-1950)
7. Menachem Mendel Schneerson (1902-1994)